# Longpré-les-Corps-Saints
Longpré-les-Corps-Saints – miejscowość i gmina we Francji, w regionie Hauts-de-France, w departamencie Somma.
Według danych na rok 2011 gminę zamieszkiwały 1664 osoby, a gęstość zaludnienia wynosiła 206 osób/km² (wśród 2293 gmin Pikardii Longpré-les-Corps-Saints plasuje się na 183 miejscu pod względem liczby ludności, natomiast pod względem powierzchni na miejscu 598).